# Heinkel Wespe
El Heinkel Wespe ('vespa' en alemany) era un prototip de caça VTOL alemany de la Segona Guerra Mundial.

## Desenvolupament
El Heinkel Wespe va ser dissenyat a finals de 1944 a Viena per Heinkel. Treballa com interceptor d'enlairament i aterratge vertical (VTOL). Va ser dissenyat per ser usat com a defensa puntual sobre les fàbriques i altres punts sensibles al bombardeig aliat, igual com el Bachem Ba 349 "Natter". El Wespe va ser dissenyat al voltant d'una ala circular, amb les extremitats d'ala petites ressaltant més enllà de l'ala circular.

### Motor
Posseïa un motor turbohèlice Heinkel-Hirth HeS 021 (desenvolupament del turboreactor HeS 011) de 2.000 CV de potència (1.500 kW), amb una hèlice propulsora de sis aspes, i sent alimentat per una presa d'aire situada sota la cabina del pilot.

### Tren d'aterratge
El Wespe s'enlairava i aterrava a través de tres trens d'aterratge, que van ser coberts en vol per raons d'aerodinàmica. El pilot s'asseia en una posició normal, al capdavant, sota un gran dosser adossat.

### Armament
L'avió tenia dos canons MK 108 de 30 mm muntats en carenats a cada costat de la cabina del pilot. No es va desenvolupar més degut a la proximitat del final de guerra.

## Especificacions
Les principals caracterísitques d'aquest avió eren: HEINKEL WESPE & LERCHE II (1944-1945)por Rob Arndt

### Característiques generals
- Tripulació: Un, pilot en posició prona
- Altura: 10,00 m des de les rodes
- Superfície d'ales: 12,00 m²
- Pes màxim en enlairar-se: 5.600 kg
- Planta motriu: 2× Turbopropulsor Daimler Benz PTL 109-021. cadascun
- Hèlixs: 1× 2 por motor

### Rendiment
- Velocitat màxima operativa (Vno): 750-800 km/h
- Altura màxima: 5.000 m (16.405 peus)

### Armament
- Canons: 2× MK 108 30 mm (1,18 polzades)
- Míssils: 4 * Ruhrstahl X-4

## Postguerra
Aquest model va ser la base d'altres projectes de la Heinkel VTOL de la Postguerra com el Heinkel He 231.